# Benjamin Spradley
Benjamin Spradley lub Benjamin Spradling (ur. 18 stycznia 1879 w Washington, zm. ?) – amerykański bokser.
W 1904 na letnich igrzyskach olimpijskich w St. Louis zdobył srebrny medal w wadze średniej przegrywając w finale z Charlesem Mayerem.